# 소니 바이오 듀오 13
소니 바이오 듀오 13(Sony Vaio Duo 13)은 소니에서 2013년에 발매한 윈도 태블릿 컴퓨터이다.

## 같이 보기
- 소니 바이오 듀오 11
- 삼성 갤럭시 S4
- 소니 엑스페리아 태블릿 Z
- VAIO